# Dolfijn van Peale
De dolfijn van Peale (Sagmatias australis) is een Zuid-Amerikaanse soort dolfijn uit het geslacht Sagmatias. Voorheen werd de soort tot het geslacht Lagenorhynchus gerekend.

## Voorkomen
De dolfijn van Peale komt voor in de ondiepe kustwateren van Argentinië, Chili en de Falklandeilanden. Ze betreden ook kanalen en baaien en komen soms ook in dieper water. Ze komen vaak voor bij kelpwouden (Macrocystis pyrifera), waar ze gebruikmaken van natuurlijke geulen om zich voort te bewegen. Het is de meest voorkomende walvis rond de Falklandeilanden en in bepaalde gebieden van Chili. Ze leven in kleine groepjes van 2 tot 20 exemplaren. In de zomer en herfst vormen ze groepen van 30 tot 100 exemplaren. Ze worden vaak gezien met kortsnuitdolfijnen.
De dolfijn duikt tot maximaal 2,5 minuten lang, maar meestal minder dan 30 seconden. Om adem te halen, komen ze met hun spuitgat en rugvin boven. Groepen komen in een soort ritmisch patroon boven. Meestal zwemmen ze langzaam, maar ze maken soms ook lage, lange sprongen met acrobatischere hoge sprongen.
De dolfijn is een sociaal dier. Hij zwemt en speelt soms rond boten.

## Kenmerken
De soort is vrij stevig gebouwd. Hij heeft een puntige, erg korte snuit. Hij is tussen 1,3 en 2,2 meter lang, mannetjes zijn gemiddeld wat groter. Een exemplaar weegt tussen 100 en 115 kg. Ze hebben een donkere keel, kop en rug. De zwarte kleur stopt soms abrupt bij de keel en is variabel op de bek. De buik is wit en is soms duidelijk afgescheiden van de rest van het lijf met een donkere lijn. Aan het begin van de flipper zit op het lijf een witte, glanzende vlek. Op de zijkanten loopt achteraan het lijf een witte vlek tot aan het begin van de staart, en vooraan een lichte vlek tot halfweg het lijf. Sommige exemplaren hebben echter een vrij onopvallende tekening. Soms loopt er ook een smalle streep van het oog naar de rug. Hun oog is begrensd door een lichtere of donkere oogvlek.
Ze hebben een hoge, sikkelvormige rugvin. De achterrand is vaak wat lichter grijs dan de rest van de vin. Bij oudere dieren zitten er knobbels op de voorrand van de flippers. De flippers en staartvin zijn donker. Mannetjes hebben een opvallende staartaanzet.
Het is niet bekend hoe oud de soort kan worden. De oudst vastgestelde leeftijd is 13 jaar.

## Voedsel
Op het menu van de dolfijn staan bodemvissen, schaaldieren en kleine koppotigen. Ze jagen in kelpgebied. Kleine vissen bejagen ze gezamenlijk. In open zee bejagen ze soms in grotere groep grote scholen vis. De dolfijnengroep omcirkelt de vissen zodat die een grote groep vormen, waarna de dolfijnen zich te goed doen aan de vissen.

## Voortplanting
Het kalveren gebeurt van oktober tot en met april. Een pasgeboren kalf is ongeveer 1 meter lang. De jongen zogen zo'n 18 maand en blijven na het spenen nog een half jaar bij de moeder. Meestal krijgt de dolfijn één jong per worp.

## Bedreigingen
Het IUCN heeft te weinig gegevens om een accurate schatting te maken van het aantal exemplaren van de dolfijnensoort. Hij wordt in de Straat van Magellaan en rond Tierra del Fuego gevangen om als aas te dienen bij de jacht op krabben, maar dit fenomeen is sinds eind de jaren 70 verboden en neemt waarschijnlijk af. Ze komen soms ook vast te zitten in visnetten. Een andere mogelijke bedreiging is het verlies aan habitat.